# Lexington, Alabama
Lexington là một thị trấn thuộc quận Lauderdale, tiểu bang Alabama, Hoa Kỳ. Dân số năm 2009 là 844 người, mật độ đạt 101 người/km².